# Robbert Fortin
Pour les articles homonymes, voir Fortin.
Robbert Fortin est un poète et artiste québécois, né à Saint-Victor-de-Tring le 14 mars 1946 et décédé à Montréal le 14 avril 2008.

## Biographie
Après des études primaires au séminaire Pie X de Hauterive (Côte-Nord), puis au collège Jean-de-Brébeuf à Montréal, il a effectué des études universitaires en lettres québécoises et création poétique à l'Université du Québec à Trois-Rivières, puis à l'Université Laval. Il a construit peu à peu une carrière de peintre et poète.
Parallèlement, il est devenu annonceur puis animateur à la radio de Radio-Canada à Windsor jusqu'en 1990. Il a passé quinze ans en Ontario, où il a obtenu le Grand Prix du Salon du livre de Toronto en 1995 pour son recueil Peut-il rêver celui qui s'endort dans la gueule des chiens (Prise de parole). En 1996, il est revenu vivre à Montréal, au Québec, où il a fréquemment donné des récitals de poésie.
Il a été le directeur et animateur de la collection « L'Appel des Mots » aux éditions de L'Hexagone, collection récipiendaire de plusieurs prix.
Son œuvre-phare Les nouveaux poètes d'Amérique, originellement publiée en 1998, puis republiée dans une version augmentée en 2002, a eu une influence certaine sur toute une génération de poètes.
Robbert Forttin meurt à Montréal le 14 avril 2008.

## Œuvres
- Paysage d'un songe à la dérive (Sur les traces de Voltaire et Rousseau), Trois-Rivières, Presses de l'Université du Québec à Trois-Rivières, 1978.
- La force de la terre reconnaît l'homme à sa démarche, Sudbury, Prise de parole, 1994  -   (ISBN 2894230451)
- Peut-il rêver celui qui s'endort dans le gueule des chiens, Sudbury, Prise de parole, 1995,  (ISBN 2894230605)[2].
- Je vais à la convocation à ma naissance, Sudbury, Prise de parole, 1997  -   (ISBN 2894230788) (Prise de parole) |  (ISBN 2890464369) (Écrits des Forges)[3]
- Jour buvard d'encre - suivi de, Choses fragiles : poésies et peintures, Ottawa, Vermillon, 1997 -  (ISBN 1895873568)
- Les nouveaux poètes d'Amérique, Montréal, Les Intouchables (coll. Poètes de brousse), 1998 -  (ISBN 2921775514).
- L'aube aux balles vertes, Montréal, l'Hexagone, 2000 -  (ISBN 289006638X)
- Les nouveaux poètes d'Amérique suivi de Canons, Montréal, l'Hexagone, 2002 -  (ISBN 289006686X)[4].
- La lenteur, l’éclair, Montréal, l'Hexagone, 2003,  (ISBN 2890066983)[5].
- Les dés de chagrin, Montréal, l'Hexagone, 2006 -  (ISBN 2890067777)
- Personne n'a trouvé d'angle à la beauté, Montréal, l'Hexagone, 2008 -  (ISBN 9782890068193).